# Shabak
Shabak (heb.:  שירות הביטחון הכללי, Sherut ha-Bitaẖon haKlali; hrv.: Opća sigurnosna služba) je unutarnja sigurnosna služba zadužena za zaštitu domovinske sigurnosti Države Izrael. Shabak je poznat i pod imenom Shin Bet. Oba naziva su skraćenice od službenog imena službe. Moto Shabaka je Magen veLo Yera'e (מגן ולא יראה) Branitelj koji neće biti viđen ili Nevidljivi štit. Shabak je osnovan 1949. godine kao grana Izraelskih obrambenih snaga. Prvi ravnatelj je bio Isser Harel, kasniji ravnatelj Mossada, otac izraelskih obavještajnih službi.
Shabak je dio izraelske obavještajne zajednice zadužen za unutarnju sigurnost, zajedno s Mossadom, vanjskom obavještajnom službom zaduženom za obavještajno djelovanje u inozemstvu i Amanom, vojnom obavještajnom službom. Uz sigurnost Izraela Shabak je zadužen i za nadzor palestinskih teritorija u Pojasu Gaze i na Zapadnoj obali i borbu protiv terorizma.

## Povijest
Nakon stvaranja Države Izrael 1948. godine Shabak je osnovan kao dio Izraelskih obrambenih snaga. Prvi ravnatelj je dio Isser Harel, kasniji ravnatelj Mossada koji se smatra ocem izraelskih obavještajnih službi. Tijekom Arapsko-izraelskog rata 1948. godine odgovornost Shabaka je bila unutarnja domovinska sigurnost. Nakon rata odgovornost je proširena i na protuobavještajno djelovanje. Shabak prestaje biti dio IDF-a i postaje odgovoran izravno uredu izraelskog premijera.
Jedan od najvećih uspjeha Shabaka je bilo dobivanje kopije tajnog govora Nikite Hruščova 1956. godine, u kojem je osudio Staljina. Poljsko izdanje govora dostavljeno je izraelskom veleposlanstvu u Varšavi od strane dečka tajnice poljskog komunističkog dužnosnika. Shabakov časnik za vezu u Poljskoj je prenio kopiju Izraelu. Izraelska vlada je tada odlučila podijeliti informacije sa Sjedinjenim Državama, koje su ga objavile s izraelskim odobrenjem. 
Shabak je 1961. godine uhvatio Israela Beera za kojeg se utvrdilo da je bio sovjetski špijun. Beer je bio pričuvni potpukovnik u izraelskoj vojsci, sigurnosni savjetnik i bliski prijatelj premijera Ben-Guriona. Osuđen je na deset godina zatvora, a nakon žalbe ga je izraelski Vrhovni sud osudio na petnaest godina zatvora gdje je i umro služeći kaznu. Godinu dana ranije Kurt Sitte, Nijemac iz Sudeta i profesor na izraelskom tehnološkom institutu Technionu, otkriven je kao čehoslovački špijun.
Prije izbijanja Šestodnevnog rata 1967. godine izraelski dvostruki agent u Egiptu Rif'at al Gamal/Jacques Bitton je davao lažne informacije egipatskoj strani o izraelskim ratnim planovima. Rif'at al Gamal je Egipćanima rekao da će izraelski napad započeti kopnenim snagama tako da su Egipćani ostavili svoje borbene zrakoplove na otvorenom u zrakoplovnim bazama što je omogućilo da Izrael u samo tri sata nakon izbijanja Šestodnevnog rata u napadu Izraelskog ratnog zrakoplovstva uništi egipatsko ratno zrakoplovstvo i stekne zračnu nadmoć. Operacija Yated se smatra najuspješnijom obmanom u povijesti izraelskih obavještajnih službi.
Nakon rata jedna od najvažnijih dužnosti Shabaka je postao nadzor okupiranih palestinskih teritorija na Zapadnoj obali i Pojasu Gaze. Shabak je uspostavio efikasan nadzor palestinskih teritorija sustavom doušnika i dodjeljivanjem svakog palestinskog sela ili nekoliko sela određenom časniku Shabaka koji je bio zadužen za nadzor i izvještavanje.
Tijekom izraelske vojne intervencije u Libanonu tijekom Libanonskog rata 1982. Shabak je bio zadužen za nadzor okupiranog libanonskog teritorija.
Shabak je bio umješan u skandal Kav 300 afera ili afera na autobusnoj liniji 300 tijekom 1984. do 1986. godine. Tijekom otmice autobusa na liniji Tel Aviv - Ashkelon od strane četvorice palestinskih terorista dvojca terorista su ubijena u oružanoj intervenciji dok su druga dvojca ubijena nakon zarobljavanja od strane agenata Shabaka. Prema riječima bivšeg ravnatelja u Shabaku je tih godina vladalo uvjerenje da niti jedna zapovijed nije nezakonita i da ne postoje ograničenja u zaštiti državne sigurnosti. Zbog skandala nakon što je izraelski novinar objavio fotografije uhićenih terorista tijekom privođenja koji su kasnije ubijeni i zbog zataškavanja incidenta i pokušaja okrivljavanja časnika izraelske vojske ravnatelj Shabaka Avraham Shalom je bio prisiljen dati ostavku.

## Ustroj
Shabak je podijeljen u tri odjela.
- Odjel za arapske poslove - zadužen prvenstveno za unutarnju sigurnost i borbu protiv arapskog terorizma unutar Izraela, Gaze i Zapadne obale
- Odjel za nearapske poslove - zadužen za nearapska sigurnosna pitanja i suradnju sa stranim sigurnosnim službama. Za vrijeme komunizma zadužen za Istočni blok
- Zaštitno - sigurnosni odjel - zadužen za zaštitu najviših državnih dužnosnika i zaštitu ključne infrastrukture, veleposlanstava, zračnih luka i znanstvenih istraživačkih instituta.

Protuteroristička jedinica izraelske Granične policije Yamas je izravno podređena Shabaku.
Ravnatelj Shabaka je izravno odgovoran izraelskom premijeru.
Shabak je zadužen za unutarnju sigurnost Države Izrael, borbu protiv terorizma, nadzor, obavještajno djelovanje i protuterorističke operacije na palestinskom teritoriju u Pojasu Gaze i na Zapadnoj obali, protuobavještajno djelovanje, zaštitu najviših državnih dužnosnika i zaštitu ključne infrastrukture.

## Proračun
U 2019. godini izraelski proračun za obavještajne i sigurnosne službe Mossad i Shabak iznosi oko 10 milijardi šekela što je oko 2,73 milijardi američkih dolara ili 18 milijardi kuna. To je povećanje od 12% u odnosu na godinu dana ranije. U 2008. godini zajednički proračun je iznosio 1,37 milijardi američkih dolara ili 9 milijardi kuna.

## Ravnatelji
| Ravnatelj       | Razdoblje     |
| --------------- | ------------- |
| Isser Harel     | 1948. – 1952. |
| Izi Dorot       | 1952. – 1953. |
| Amos Manor      | 1953. – 1963. |
| Yossef Harmelin | 1964. – 1974. |
| Avraham Ahituv  | 1974. – 1981. |
| Avraham Shalom  | 1981. – 1986. |
| Yossef Harmelin | 1986. – 1988. |
| Yaakov Peri     | 1988. – 1994. |
| Carmi Gillon    | 1994. – 1996. |
| Ami Ayalon      | 1996. – 2000. |
| Avi Dichter     | 2000. – 2005. |
| Yuval Diskin    | 2005. – 2011. |
| Yoram Cohen     | 2011. – 2016. |
| Nadav Argaman   | 2016. -       |

## Unutarnje poveznice
- Aman, vojna obavještajna služba
- Mossad, vanjska obavještajna služba
- Postrojba 8200, zadužena za kibernetiku

## Vanjske poveznice
- Službena stranica Shabaka